# Darko Anic
Darko Anic, né le 30 avril 1957 à Zadar en Croatie, est un joueur d'échecs français d'origine croate, grand maître international depuis 1999.

## Biographie
Anic est champion de Zadar en 1974, champion universitaire de Zagreb en 1976, champion de Dalmatie en 1979, champion de Croatie en 1985. Il est vice-champion de France en 1997. Il défend la France à la Mitropa Cup, au premier échiquier en 1997 (+1 =5 -3) et au 3e échiquier en 2003 (+1 =1).
Par ailleurs impliqué dans les activités fédérales, Darko Anic est entraîneur diplômé de la Fédération française des échecs, et est en 2004 le sélectionneur et capitaine de l'équipe de France à l'Olympiade de Calviá.
Il a tenu durant plusieurs années une chronique technique intitulée Stratégies de jeu à la revue fédérale Échec et mat. Il est désormais collaborateur au magazine Europe Échecs. Il est également le fondateur et directeur du Cavalier bleu, société d'enseignement des échecs par correspondance.
Il possède une maîtrise en psychologie, pédagogie et sociologie délivrée par l'université de Zagreb.
Au 1er janvier 2011, il est le 66e joueur français avec un classement Elo de 2 422 points.
Il est l'auteur avec Philippe Chassy, en 2012, d'un livre intitulé Psychologie du joueur d'échecs, Science et performance,